# Nawodna
Nawodna (niem. Nahausen) – wieś w Polsce, położona w województwie zachodniopomorskim, w powiecie gryfińskim, w gminie Chojna.
W latach 1945–1954 siedziba gminy Nawodna. W latach 1954–1959 wieś należała i była siedzibą władz gromady Nawodna, po jej zniesieniu w gromadzie Chojna. W latach 1975–1998 wieś administracyjnie należała do województwa szczecińskiego.
| SIMC    | Nazwa | Rodzaj |
| ------- | ----- | ------ |
| 0773937 | Bara  | osada  |

## Historia
W 1244 roku wieś Nawodna (Nahausen) została nadana przez Barnima I pomorskiego zakonowi templariuszy w ziemi bańskiej z ośrodkiem w Rurce koło Chojny, przy okazji opisano też granice pól osady.
Nazwa Nadwodna została wprowadzona przed 14 października 1945 r., przez zebranie gminy na cześć wójta Antoniego Nadwodnego. W późniejszym okresie nazwę zmieniono na Nawodna. Zatwierdzona przez Komisję Ustalania Nazw 3 czerwca 1946 roku.

## Zabytki
- XIV-wieczny kościół z kamienia, otynkowany, o wydłużonej nawie i powściągliwych elementach stylowych, szeroka wieża dobudowana w XVI wieku ozdobiona w dolnej partii długimi, dwudzielnymi blendami. Dwuspadowy, osłonięty schodkowym szczytem dach, na nim wieża z latarenką.
- bezstylowy zbór z 1825, obecnie kaplica cmentarna[7].